# Gustave Navlet
Gustave André Ponce Navlet, né le 25 avril 1832 à Châlons-sur-Marne et mort le 11 février 1915 à Reims, est un sculpteur français, frère des peintres Victor Navlet et Joseph Navlet.
On lui doit des bas-reliefs dans diverses caves de vins de Champagne à Épernay et à Reims et les sculptures de l'énorme foudre pouvant contenir 200 000 bouteilles pour être présenté à l'exposition universelle de Paris de 1889 par la maison de vins de Champagne Mercier. Il fallait 40 bœufs pour le tirer. Il est encore visible à Épernay. 

## Collections
Le Musée des beaux-arts et d'archéologie de Châlons-en-Champagne conserve plusieurs de ses œuvres et sur la façade de ce musée, sur la place Godart, deux frontons sculptés.

## Galerie

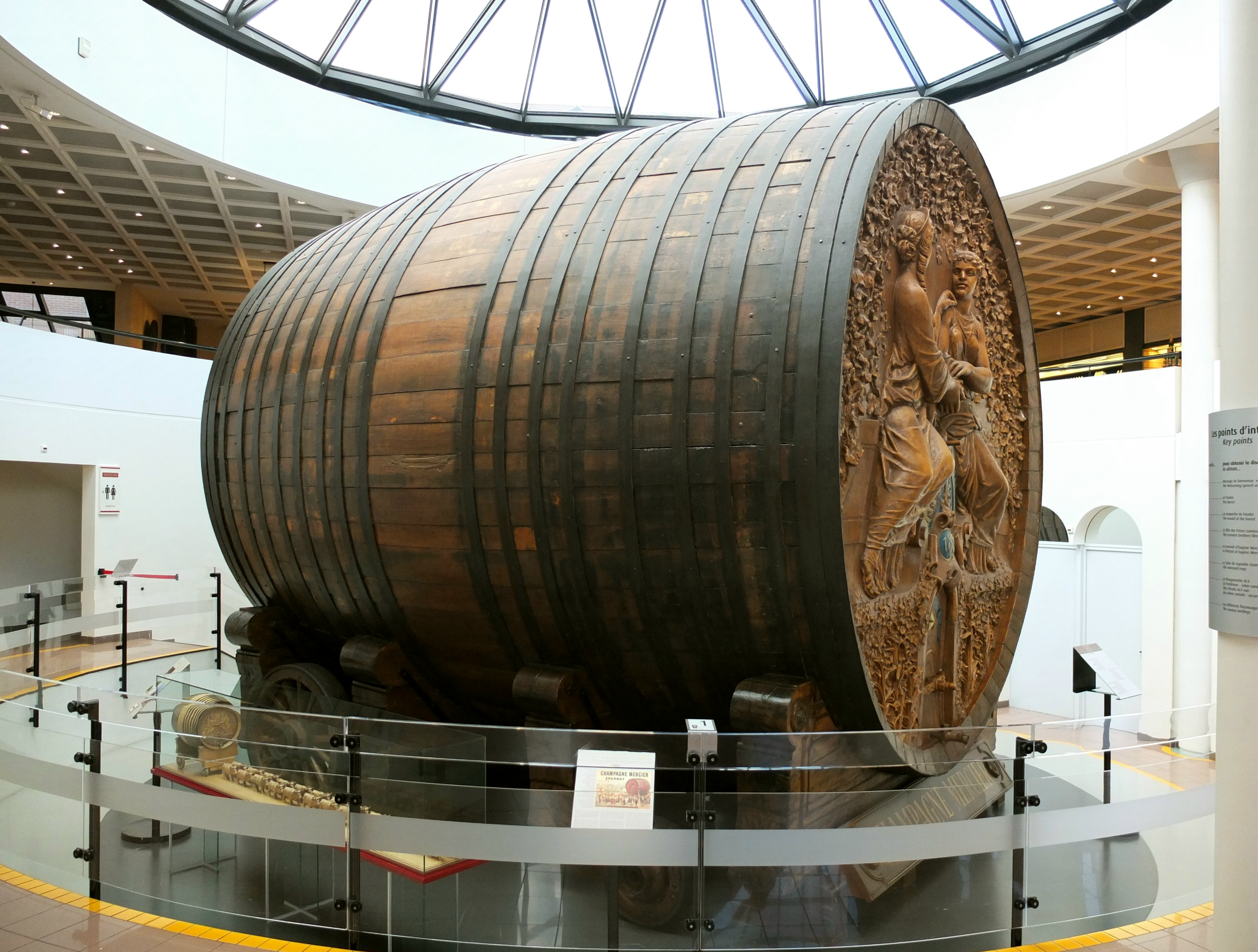
Le foudre Mercier Epernay.
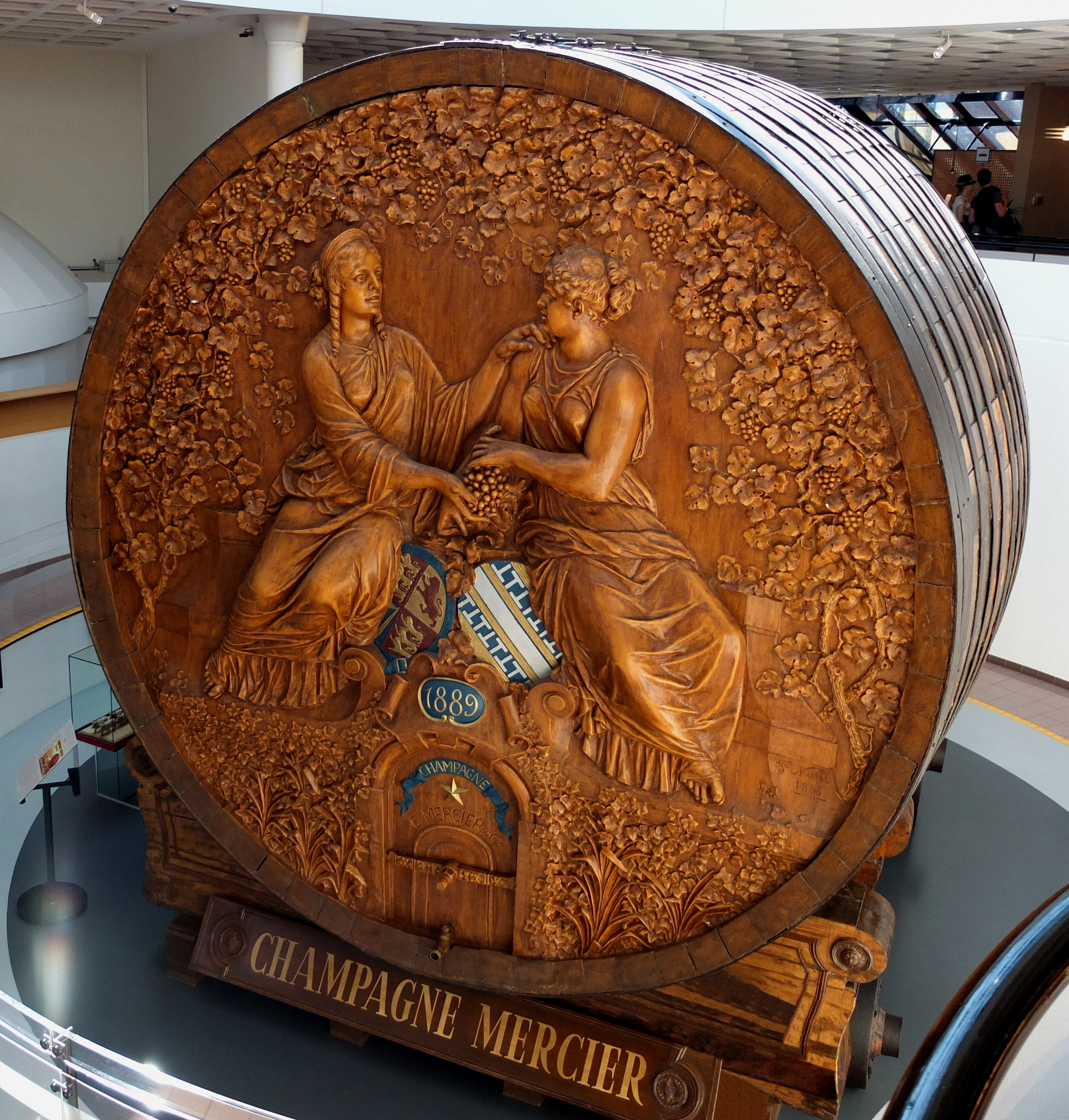
Le foudre Mercier Epernay.
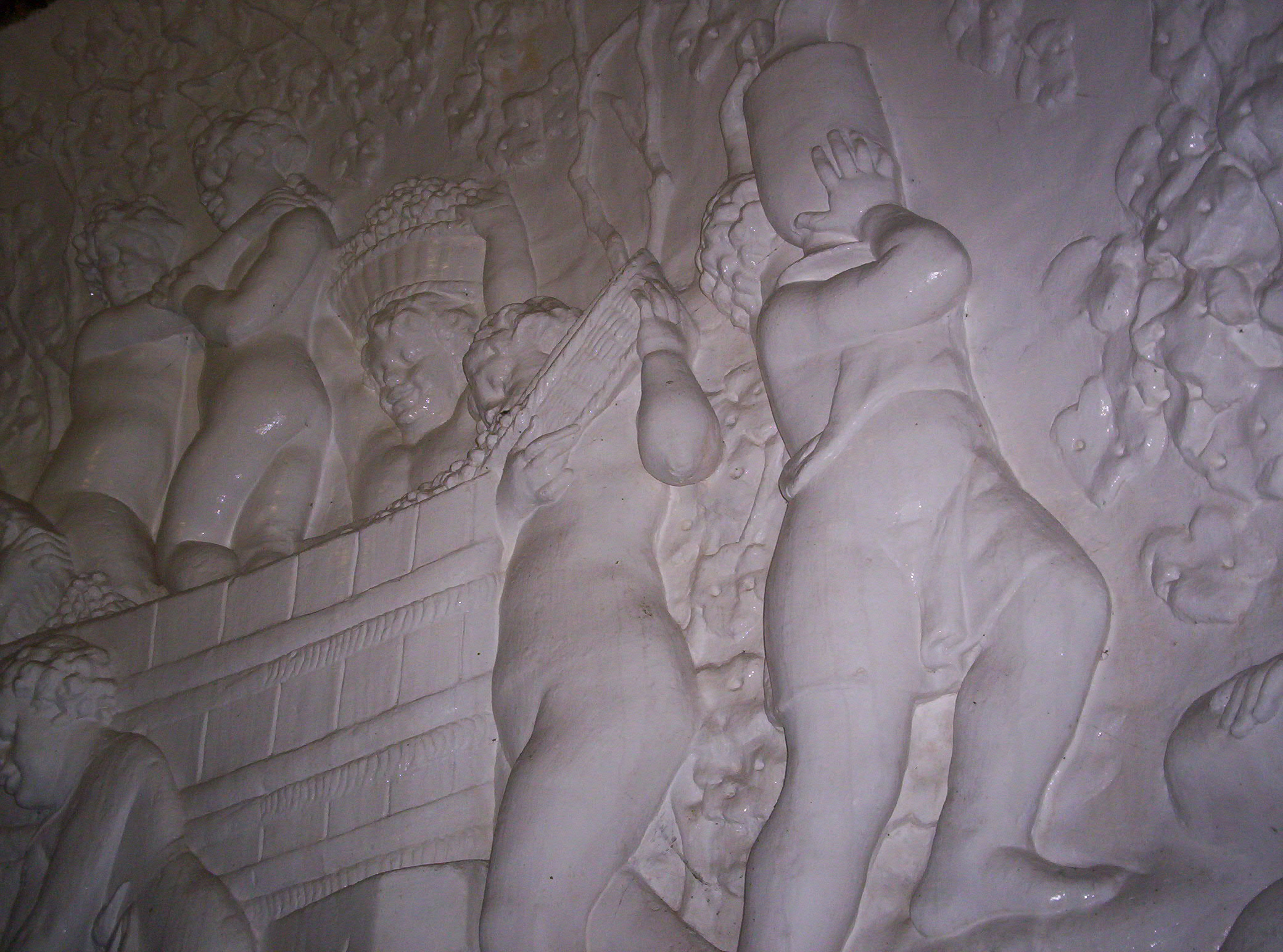
Bas-relief décorant
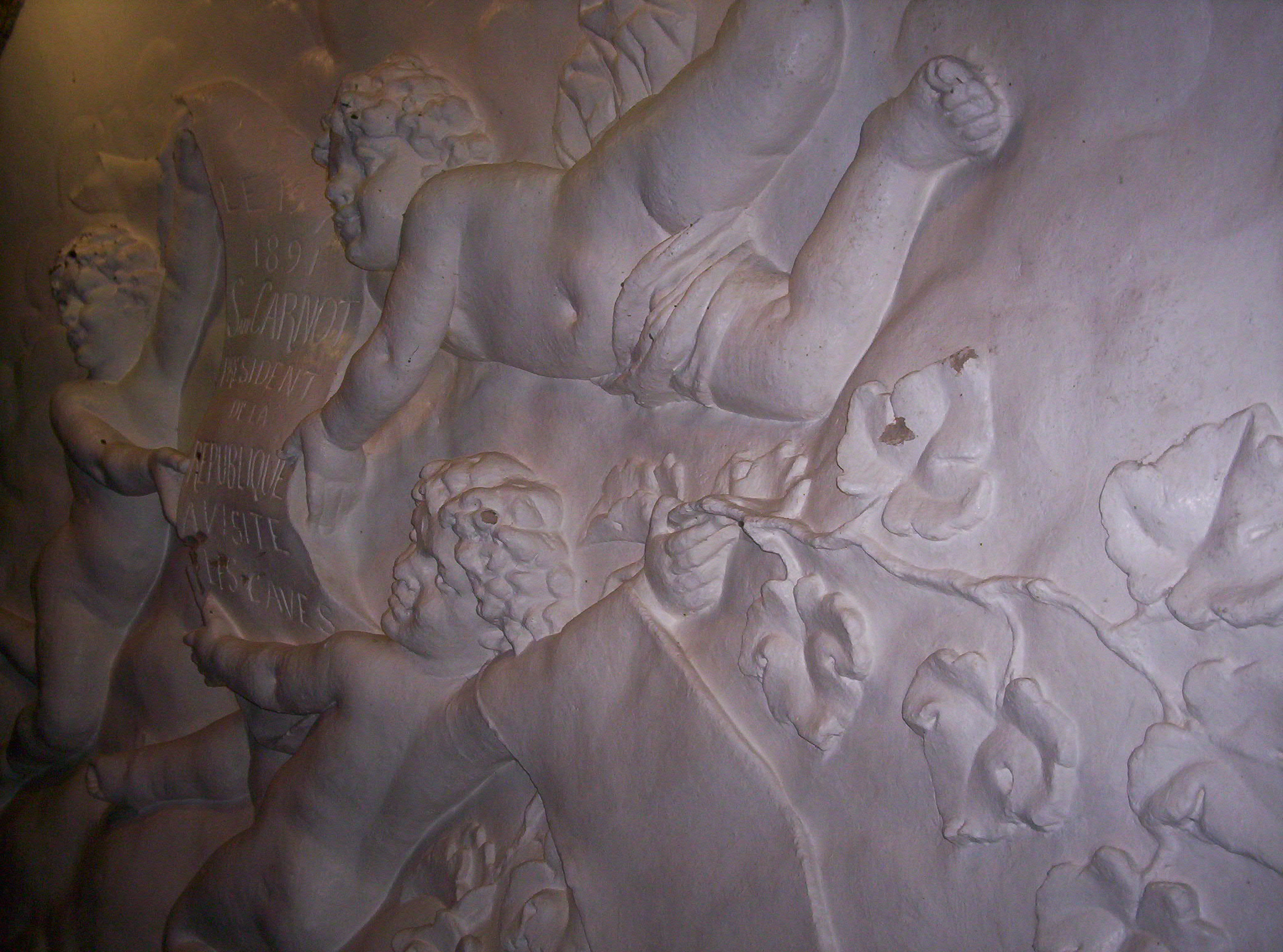
les caves Mercier Epernay.
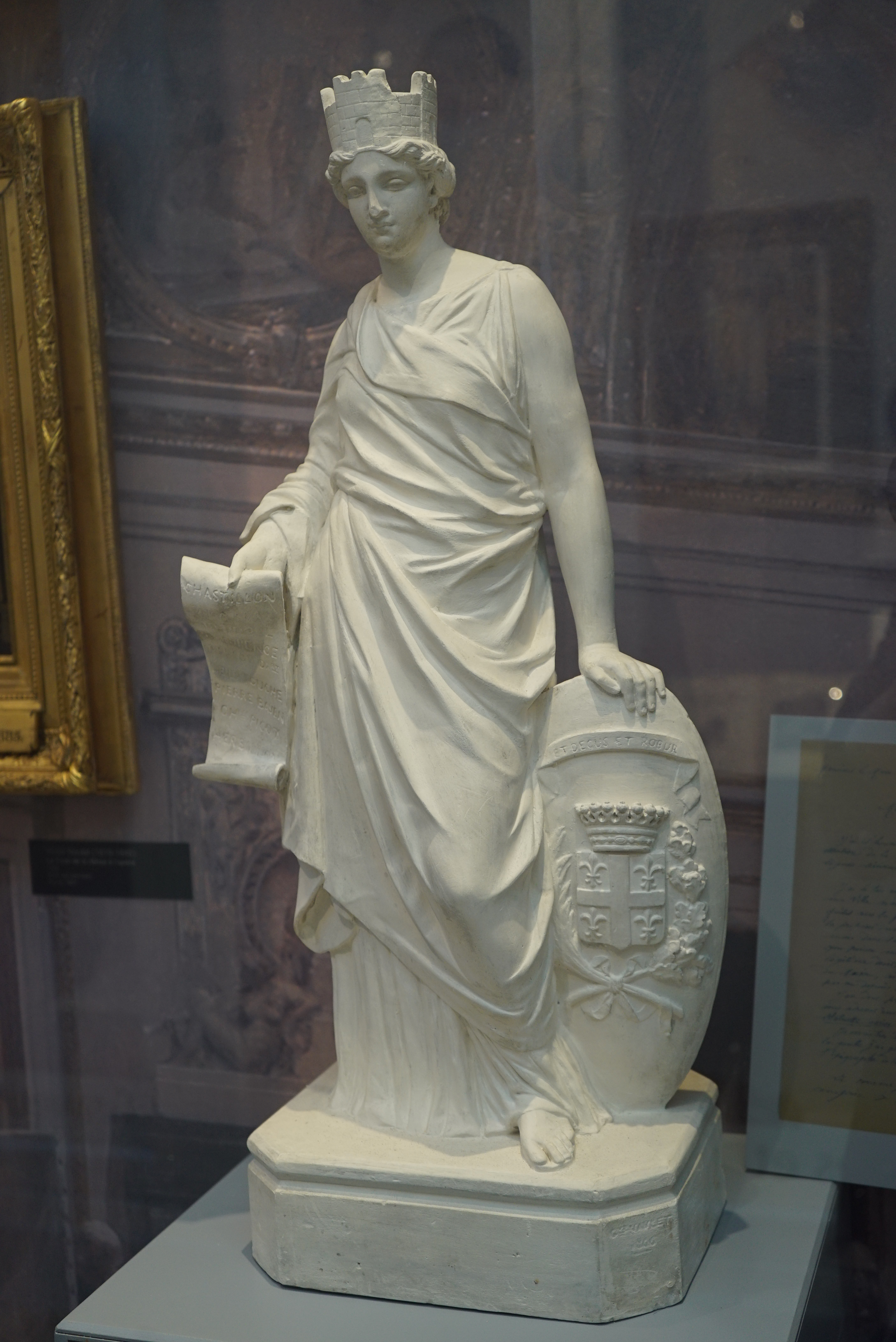
La ville de Châlons.
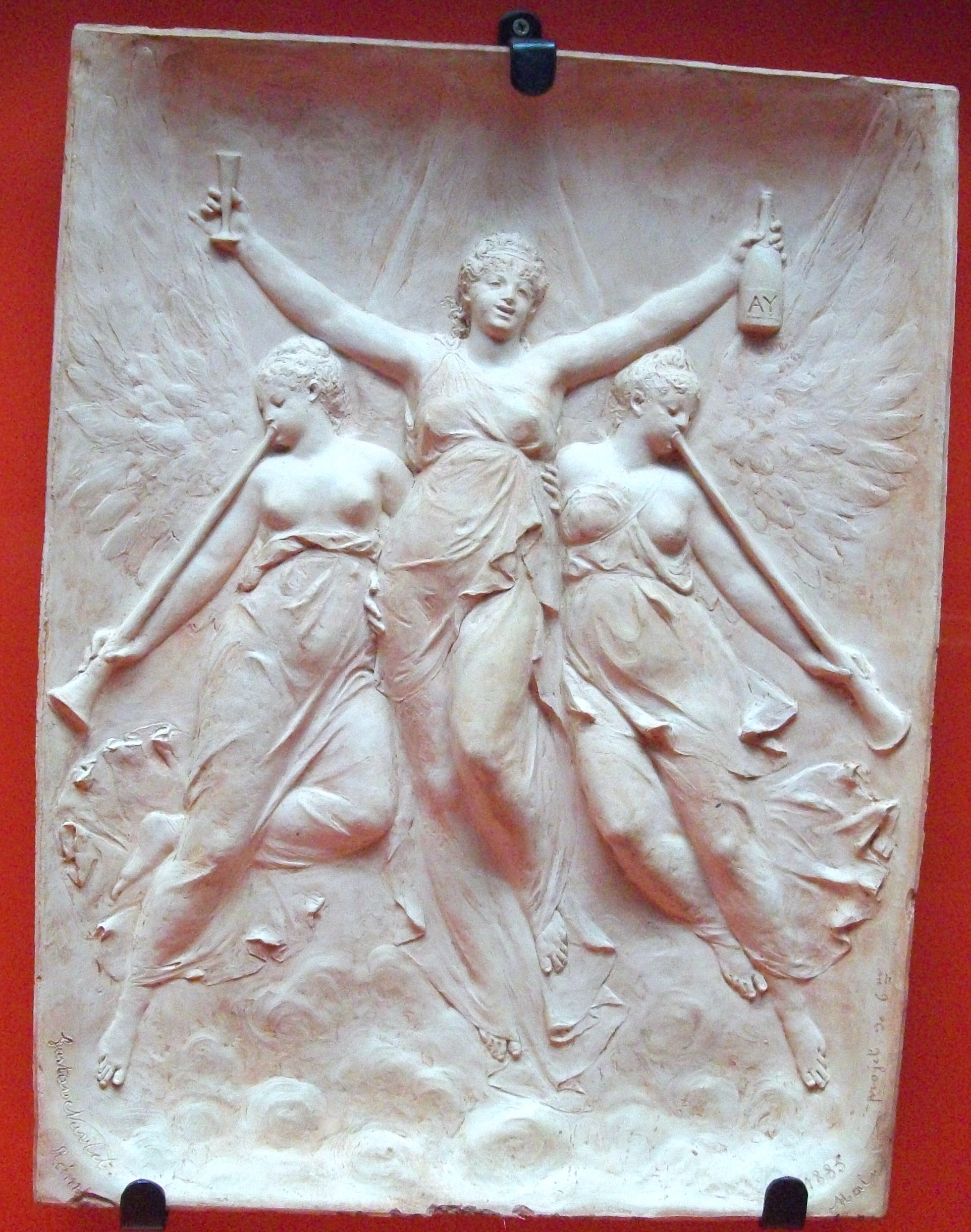
Le champagne.